# Dansere
Dansere is het tweede studioalbum van Jan Garbarek in samenwerking met het Bobo Stensontrio. Het werd opgenomen in de Talent Studio in Oslo met Jan Erik Kongshaug als geluidstechnicus achter de knoppen. Met Dansere raakte Garbarek steeds verder van zijn oorspronkelijke freejazzstijl; hij kwam in rustiger vaarwater.  

## Musici
- Jan Garbarek – saxofoons
- Bobo Stenson – piano
- Palle Danielsson – contrabas
- Jon Christensen – slagwerk

## Muziek
Alles geschreven door Garbarek, Lokk is een arrangement door Garbarek.

| Nr. | Titel                           | Duur  |
| --- | ------------------------------- | ----- |
| 1.  | Dansere                         | 15:03 |
| 2.  | Svevende                        | 4:59  |
| 3.  | Bris                            | 6:11  |
| 4.  | Skrik & Hyl                     | 1:30  |
| 5.  | Lokk (etter Thorvald Tronsgard) | 5:39  |
| 6.  | Til vennene                     | 4:47  |